# 毓嶟
奉恩鎮國公毓嶟（1894年7月24日—？），貝勒銜貝子溥倫第一子，母嫡夫人葉赫那拉氏，其父為佛佑，郡王奕緯第四代。
他在光緒二十年六月（1894年）出生，民國十六年七月（1927年）接替父親成為郡王奕緯第四代，但因為郡王奕緯並非世襲罔替的爵位，因此他的封爵只是奉恩鎮國公。